# گلن برینگن
گلن برینگن (انگلیسی: Glenn Beringen؛ زادهٔ ۱۶ سپتامبر ۱۹۶۴) شناگر اهل استرالیا بود.
وی در مسابقات کشوری و بین‌المللی در مجموع برندهٔ ۳ مدال نقره شده‌است.